# João Ricardo (ator)
João Ricardo (27 de maio de 1959 – Lisboa, 23 de novembro de 2017) foi um ator e encenador português. Era exclusivo da SIC.

## Biografia
No início dos anos 80 começou por dedicar-se ao circo tendo sido um dos primeiros alunos da escola de circo Chapitô.
Estreou-se no Teatro A Barraca a fazer uma substituição na peça "O Baile". Em televisão estreou-se em 1988 em "A Última Viagem" de Jaime Campos inserida na série "Fados". Em 1989 teve uma participação num dos episódios da série Caixa Alta da autoria de Tozé Martinho e Manuel Arouca.
Em 1992 aparece em O Quadro Roubado de José Carlos Oliveira. Também entra em "Ideias Com História" apresentado por Carlos Cruz e num episódio da série francesa "Deux justiciers dans la ville". Em 1996 aparece em Mistérios de Lisboa gravado para televisão.
No ano de 1997 desempenhou o papel de Zequinha na série Lelé e Zequinha da RTP. Também aparece num dos episódios de Nós os Ricos. Em 1999 entra na série Cruzamentos da RTP e em Todo O Tempo do Mundo da TVI.
No teatro colaborou regularmente com o Teatroesfera do qual foi um dos fundadores. Em 2002 encenou o monólogo A Voz Humana com Florbela Oliveira (Teatro da Trindade).
Em 2003 entrou na telenovela Coração Malandro da TVI. Aparece também no filme A Passagem da Noite, de Luís Filipe Rocha. Em 2004 aparece no filme A Costa dos Murmúrios de Margarida Cardoso. Em 2005 aparece na curta Os Meus Espelhos, de Rui Simões.
Em Outubro de 2005 nasceu o seu único filho Rodrigo Ricardo, o grande amor da sua vida.
No Teatro Nacional D. Maria II encenou as peças Sonho de Uma Noite de Verão (2004) e A Ilha Encantada (2005), de William Shakespeare. E interpretou peças como: Ricardo II (2007) e Hamlet (2007). Na TVI fez entretanto as telenovelas "Mundo Meu" (2005), "Tempo de Viver" (2006),  "Deixa-me Amar" (2007) e "Morangos com Açúcar" (2008).
Em 2007 aparece no filme Corrupção. No ano seguinte entra no filme A Corte do Norte. Participa nas telenovelas Podia Acabar o Mundo (2008) e Perfeito Coração (2009), ambas na SIC.
Aparece no Filme do Desassossego de 2010. Participou na telenovela Laços de Sangue onde fez de Armando Coutinho um dos papéis mais marcantes da sua carreira. Em dezembro de 2010 assinou contrato de exclusividade com a SIC. Ainda se falou de uma sitcom com essa personagem e com Gi (Custódia Gallego). Abandona entretanto a direcção do Teatro de Carnide.  Armando Coutinho ainda aparecerá na telenovela "Rosa Fogo" de 2012. Entra na peça "O Aldrabão" encenada em 2013 pelo Teatro Nacional D. Maria II.
Aparece nos programas da SIC "Vale Tudo" e "Splash! Celebridades". Ao lado de Rita Andrade apresentou em 2013 o programa "Não Há Crise!". Lançou em 2013 o livro para a infância "Queres namorar comigo?". Apresentou em 2014 o programa "Os Vídeos Mais Loucos do Guiness".
No dia 7 de outubro de 2016, e depois de se ter sentido mal durante o jantar, foi levado para o Hospital de Santa Maria onde, ainda nessa noite, foi operado de urgência a um tumor no cérebro, que se veio a revelar maligno.
O tumor acabou por reaparecer e no dia 23 de novembro de 2017 foi levado de urgência para o Hospital de Santa Maria, em Lisboa, onde morreu, aos 58 anos de idade.
O ator ocultava a sua idade verdadeira, contudo, nasceu em 1959, falecendo com 58 anos, e não com 53.

## Televisão

### RTP
- Caixa Alta (1989), de Tozé Martinho e Manuel Arouca - (participação especial) - RTP
- O Quadro Roubado (1992), de José Carlos Oliveira - (actor convidado) - RTP
- Mistérios de Lisboa (1995), de Adriano Luz - telefilme RTP
- Nós os Ricos (1996), de José Fanha - (actor convidado) - RTP
- Lelé e Zequinha (1996), de Eduardo Rodil - Zequinha (Co-protagonista) - RTP
- Cruzamentos (1999), de Vanda de Sousa e João Louro - António (Elenco principal) - RTP
- Bocage(série) (2006), de Fernando Vendrell e Nuno Artur Silva  - Frei Mariano (Elenco Secundário) - RTP
- Voo Directo (2010), de Pedro Lopes - António José (Elenco principal) - RTP

### SIC
- Podia Acabar o Mundo (2008), de Manuel Arouca - Rogério Silva (Elenco principal) - SIC
- Perfeito Coração (2009), de Pedro Lopes - Guilherme Roriz (Elenco principal) - SIC
- Laços de Sangue (2010), de Pedro Lopes e Aguinaldo Silva - Armando Coutinho (Elenco principal) - SIC
- Rosa Fogo (2012), de Patrícia Muller - Armando Coutinho - SIC (participação especial)
- Dancin Days (2012), de Pedro Lopes - Hernâni Peixoto (Elenco principal) - SIC
- Vale Tudo (2013), Dele próprio - SIC
- Splash! (2013), Dele próprio - SIC
- Não Há Crise! (2013), Apresentador - SIC
- Os Videos Mais Loucos do Guiness World Records (2014), Apresentador - SIC
- Sol de Inverno (2014), de  de Pedro Lopes - Acácio Cardoso de Jesus (Elenco Principal) - SIC
- Mar Salgado (2014), de Inês Gomes - Bento Correia (Elenco Principal) - SIC
- Não Há Crise! (2015-2016), Apresentador - SIC
- Coração d'Ouro (2015), de Pedro Lopes - Domingos (Ator Convidado) - SIC
- Rainha das Flores (2016-2017), de Alexandre Castro - Moisés da Paz (Elenco Principal) - SIC
- Espelho d'Água (2017), de Gonçalo Pereira - Mário Pereira (Elenco Principal) - SIC

### TVI
- Telhados de Vidro (1993), de Rosa Lobato Faria - Faneca (Elenco adicional) - TVI

- Coração Malandro (2003), da Casa da Criação - Carlos Vidigal (Elenco principal) - TVI
- Mundo Meu (2005), da Casa da Criação - Duarte Gomes (Elenco principal) - TVI
- Tempo de Viver (2006), de Rui Vilhena - Victor Fernandes (Elenco principal) - TVI
- Deixa-me Amar (2007), da Casa da Criação - Alfredo Ventura (Elenco principal) - TVI
- Morangos com Açúcar (5ª série) (2008), da Casa da Criação - Joaquim Moreira (Elenco principal) - TVI
- Equador (2008), de Rui Vilhena e Miguel Sousa Tavares - Rei D. Carlos (Elenco principal) - TVI

## Filmografia
- A Passagem da Noite (2003)
- Corrupção (2007)
- A Corte do Norte (2008)
- Filme do Desassossego (2010)
- Eclipse em Portugal (2014)
- Bad Investigate (2018)